# Карл Зигфрид фон Хойм
Карл Зигфрид фон Хойм (на немски: Carl Siegfried Graf von Hoym; * 9 юли 1675; † 2 април 1738) е фрайхер и от 1711 г. имперски граф от род Хойм в Курфюрство Саксония.
Той е вторият син на фрайхер Лудвиг Гебхард фон Хойм (1631 – 1711) и втората му съпруга Катарина София фон Шьонфелд (1699 – 1681), дъщеря на Ханс Азмус фон Шьонфелд (1596 – 1658) и Анна фон Лютихау (1618/1625 – 1664).
На 6 март 1676 г. във Виена баща му Лудвиг Гебхард I фон Хойм и наследниците му са издигнати на имперски фрайхер. На 18 юли 1711 г. Карл Зигфрид фон Хойм заедно с братята му Адолф Магнус фон Хойм, Лудвиг Гебхард II фон Хойм и Карл Хайнрих фон Хойм са издигнати в Дрезден от Август Силни на имперски граф. На 16 март 1715 г. четиримата братя във Виена са признати също като аристократи на Силезия.

## Фамилия
Карл Зигфрид фон Хойм се жени за Доротея София фон Лоебен. Те имат две дъщери и един син:
- Анна София фон Хойм (* 30 март 1708), омъжена за Йохан Фридрих фон Ердмансдорф
- Фридерика Ердмута фон Хойм (* 24 април 1712), омъжена за Хенрих фон Бюнау-Дален
- Карл Готхелф фон Хойм (* 19 февруари 1715; † 26 март 1748 в Гутеборн), граф, женен за Шарлота София фон Байхлинген († 24 януари 1808); имат две деца:
  - Шарлота Доротея фон Хойм (* 5 януари 1743; † 6 ноември 1789 в Хермсдорф при Лауза), омъжена за Петер Август фон Шьонберг
  - Адолф Магнус Готхелф фон Хойм (* 17 октомври 1748 в Прошвитц; † 12 юли 1775 в Гутеборн)